# 世屋

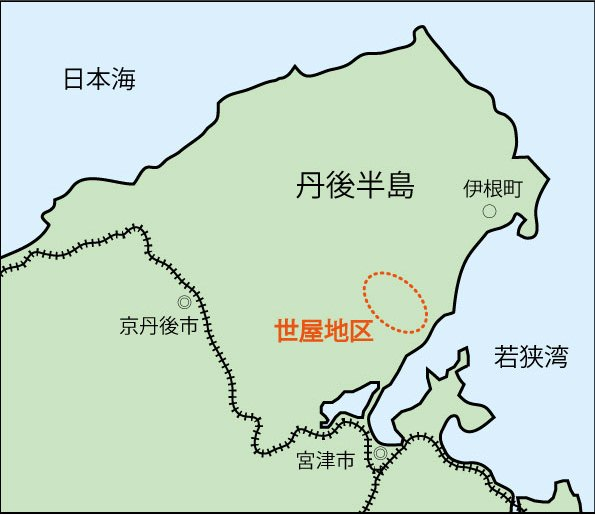
丹後半島内における世屋地区の位置

世屋（せや）は、京都府宮津市北部にある地区の名称である。かつての与謝郡世屋村（せやそん）にあたり、地区の中では最も規模の大きい「下世屋」、急斜面に民家がへばりつく「松尾」、茅葺屋根で有名な「上世屋」、手漉き和紙の里であった「畑」、都市からのIターン受け入れ先となっている「木子」の5集落が含まれる。

## 概要

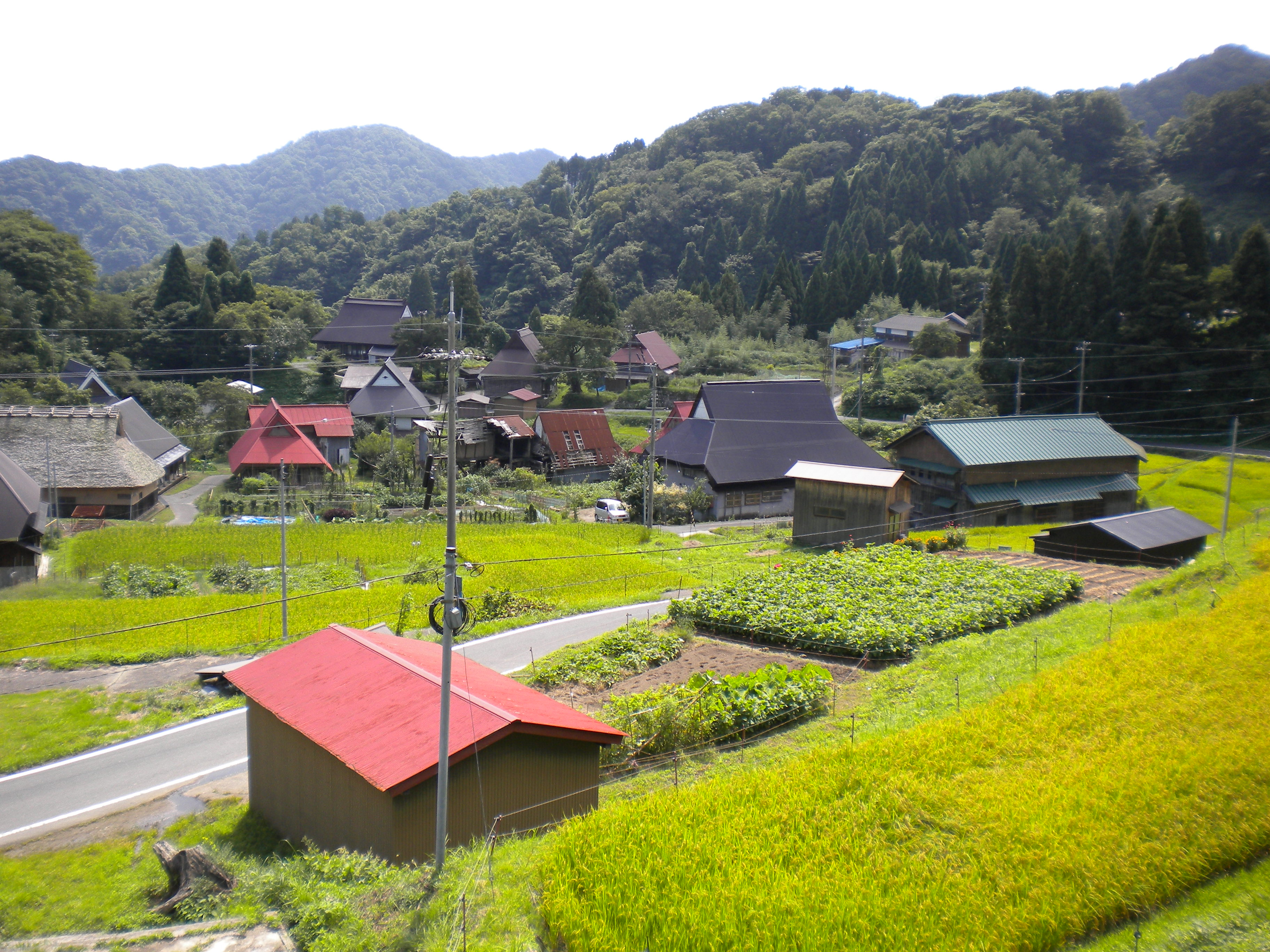
里山景観が残る上世屋集落

宮津市の北部に位置し、宮津湾から2-7kmほど山中に入った場所にある。面積は26.64 km2であり、市全体（169.83 km2）の約15%を占める。市域でもっとも自然度の高い植生を残しており、伝統的な里山集落景観を残した地域として注目されているが、世屋地区の人口は1963年（昭和38年）の三八豪雪を機に急減し、2008年（平成20年）時点で128人まで減少している。
木子ではかつて5m近い積雪となった年もある
2021年（令和3年）1月に実施された大学入学共通テストの地理の試験問題として宮津市北部の集落に関する問題が出題された。
世屋地区と宮津市域の人口の推移
| -        | 1890年 | 1898年 | 1908年 | 1920年 | 1930年 | 1940年 | 1950年 | 1960年 | 1970年 | 1980年 | 1990年 | 2000年 |
| -------- | ------ | ------ | ------ | ------ | ------ | ------ | ------ | ------ | ------ | ------ | ------ | ------ |
| 世屋地区 | 1,452  | 1,522  | 1,473  | 1,394  | 1,357  | 1,227  | 1,272  | 1,087  | 432    | 263    | 210    | 153    |
| 宮津市域 | -      | -      | -      | -      | 30,320 | 27,458 | 32,408 | 34,799 | 31,603 | 28,881 | 26,450 | 23,276 |

## 地理
世屋地区を形成する5集落
| 標高     | 集落名             | 人口 |
| -------- | ------------------ | ---- |
| 450-490m | 木子（きご）       | 17人 |
| 340-370m | 上世屋（かみせや） | 26人 |
| 160-280m | 松尾（まつお）     | 8人  |
| 110-150m | 下世屋（しもせや） | 49人 |
| 190-230m | 畑（はた）         | 28人 |

宮津湾に流れ出る世屋川の上中流部の、世屋谷と呼ばれる地域に位置する。丹後半島各地から湾に流れ出る河川の下流部には平野が発達していない場合が多いが、世屋川は流れ出る土砂の量が多く、下流部の「日置」に扇状地性のデルタを発達させている。「木子」・「上世屋」・「松尾」・「下世屋」の4地区は京都府道75号浜丹後線などでつながっているが、「畑」だけは他集落と分け隔てられた場所にある。世屋地区の中でも標高の高い「木子」や「上世屋」は豪雪地域として知られており、冬季には積雪が200cmを超えることも珍しくない。
「畑」の南西にある鼓ヶ岳（標高569m）や「木子」の東にある汐霧山（標高657m）は礫岩や安山岩などで構成されているが、「上世屋」や「木子」など世屋地区の緩斜面は主に頁岩で構成されている。急峻な斜面が世屋地区を取り囲むが、「木子」や「上世屋」には大規模な地すべり地形の上に位置し、山間地において貴重な緩傾斜地と肥沃な土壌を持ち合わせている。丹後半島に多くの隔絶農村が分布していたのはこの地すべり地形のためである。「下世屋」は世屋川左岸の河岸段丘上に立地しており、集落と川面は急崖で隔てられている。

## 歴史

### 中世・近世
平安時代中期に書かれた和名抄には与謝郡内に7郷があったことが記されており、世屋地区は日置郷の一部であったと推測される。江戸時代初期の宮津藩・京極高知の時代には宮津市域に17ヶ村があり、世屋地区は上世屋村（世屋村）に含まれていた。1669年（寛文9年）に京極氏が改易されて永井尚征が入封すると、上世屋村は木子村、駒倉村、上世屋村、下世屋村、松尾村、東野村の6ヶ村に分割された。

### 近代
1888年（明治21年）に市制・町村制が公布されると、翌年に宮津市域に1町9村が発足し、分割されていた6ヶ村と畑村が再び世屋村として成立した。1890年（明治23年）の世屋村は人口1452人であり、大正年間まで1500人前後で推移した。戸数は300戸前後であり、1戸当たり5人ほどが住んでいた。世屋地区の山林率はさほど高くないが、地主制の発達がみられなかったこともあって水稲反収は極めて低く、林業と畜産業の比重が高かった。家畜は和牛が多く、市域全体の1/4弱の和牛を飼養していた。1954年（昭和29年）の市制施行の段階で宮津市は第二次産業・第三次産業が第一次産業を大きく凌いでいたが、世屋村は日置村などとともに第一次産業に顕著に依存した地域であった。
昭和10年の農業
| -        | 水稲作付面積 | 水稲収穫高 | 水稲反収 | 田畑合計 | 田     | 畑    | 山林率 |
| -------- | ------------ | ---------- | -------- | -------- | ------ | ----- | ------ |
| 世屋地区 | 1711反       | 2480石     | 1.45石   | 271町    | 176町  | 94町  | 59.6%  |
| 宮津市域 | 11493反      | 22737石    | 1.98石   | 1984町   | 1272町 | 710町 | 56.1%  |

昭和10年の農業以外の第一次産業
| -        | 和牛  | 乳牛 | 馬   | 養蚕戸数 | 収繭量 （1戸平均） | 収繭金額 （1戸平均） |
| -------- | ----- | ---- | ---- | -------- | ------------------ | -------------------- |
| 世屋地区 | 182頭 | 0頭  | 0頭  | 140戸    | 28.1〆             | 292円                |
| 宮津市域 | 792頭 | 25頭 | 15頭 | 1311戸   | 51.5〆             | 427円                |

昭和29年（合併直前）における産業部門別人口
| -        | 商業   | 工業   | その他  | 合計    | 農業    | その他 | 合計    |
| -------- | ------ | ------ | ------- | ------- | ------- | ------ | ------- |
| 世屋地区 | 0人    | 32人   | 93人    | 125人   | 1158人  | 4人    | 1162人  |
| 宮津市域 | 5223人 | 2450人 | 15475人 | 23148人 | 11592人 | 1553人 | 13145人 |

### 宮津市制施行後
1954年（昭和29年）、世屋村・宮津町・栗田村・吉津村・府中村・日置村・養老村・日ケ谷村の1町7村が合併し、世屋村は宮津市の一部に組み込まれた。1944年（昭和19年）には「上世屋」で学校と民家1軒以外の集落全てが燃え尽きる大火があり、丹後半島全体を襲った1963年（昭和38年）2月の三八豪雪と合わせて世屋地区の過疎化を進めた。三八豪雪では600cmを超える積雪があり、電柱がすっぽり埋まってしまうほどだったという。1961年（昭和36年）には「浅谷」、1964年（昭和39年）には「東野」、1972年（昭和47年）には「駒倉」の各地区で過疎化の進行により人家が消滅した。
1970年代には「木子」に国営開発農地を造成する計画が持ち上がり、1983年（昭和58年）に国営農地の開発事業（丹後国営農地開発事業）として着手されると1988年（昭和63年）に18.4ヘクタールの農地を持つ木子団地が完成した。1980年代前半には過疎対策事業として世屋高原家族旅行村の設置計画が持ち上がり、1985年（昭和60年）4月にオープンした。2007年（平成19年）に世屋高原は丹後天橋立大江山国定公園に指定され、年間約2万人の観光客が訪れる観光地となった。ペンションや宿泊施設などがあり、遊歩道などが整備されているため、夏季には平地より3-4度低い気温を生かした避暑地として賑わい、秋季には紅葉狩り、冬季には雪遊びやスノーハイクができる。2007年（平成19年）秋には長澤雅彦監督作で加藤ローサ主演の映画「天国はまだ遠く」のロケが宮津市を舞台にして行われ、「松尾」の一本桜や「上世屋」の世屋姫神社などが登場している。

## 自然

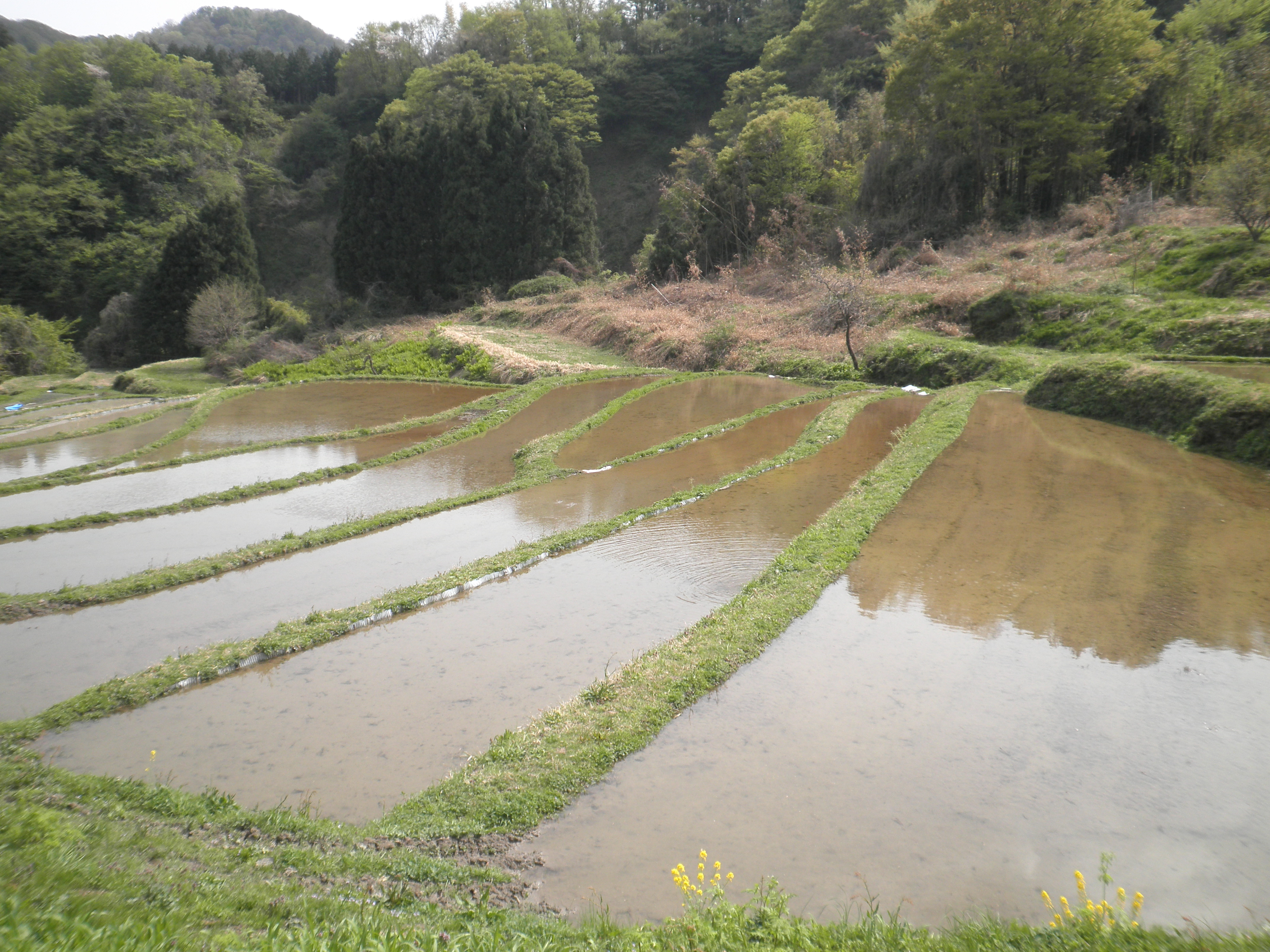
上世屋集落の棚田（5月）

ブナ林が分布する近畿地方で数少ない地域のひとつであり、「上世屋」から京丹後市内山にかけての標高450m以上の区域に約60ヘクタールがまとまった形で残されている。コナラ、クリ、ミズナラ、シデなどの落葉広葉樹林が広く分布しており、その他にはスギ、ヒノキなど針葉樹の植林もみられるが、造林の歴史は浅い。近世初期には材木産地として薪や炭を日置の港から出荷していた。
2002年（平成14年）、ブナ林を中心とした上世屋内山地域115.24ヘクタールは京都府自然環境保全地域に指定され、このうちの67.15ヘクタールが特別地区・野生動物保護地区と指定されている。
「上世屋」と「木子」の境界付近には約2.5ヘクタールの大フケ湿原（標高約540-545m）が広がり、学術的に価値の高い生物や生態系が保存されている。世屋川と宇川の分水嶺付近に形成され、地下からの貧栄養湧水が湿原を涵養している。オオミズゴケの大群落が湿原の全面を覆って発達しており、コオニユリ・オカトラノオ・ホソバオグルマ・アケボノソウ・ウメバチソウ・レンゲツツジなどの稀少生物が分布しているほか、京都府指定天然記念物のハッチョウトンボが生息している。

## 教育
1873年（明治6年）に学制が施行され、宮津市域での小学校開設の動きが高まると、同年8月に「下世屋」に冬季だけの仮分教場が、翌年9月に「上世屋」に冬季だけの教場が開校した。世屋下（下世屋）校は大正末期から昭和初期にかけて尋常科4学級と高等科1学級に膨れ上がり、校舎の増改築が行われた。世屋上（上世屋）校も増改築や運動場の拡張などが行われ、1936年（昭和11年）8月には木子分校が誕生し、その後には駒倉分校・畑分校も生まれた。1947年（昭和22年）には世屋村立世屋中学校が創設され、1949年（昭和24年）に宮津町立宮津中学校の分教場となった。戦後は過疎化の進行により児童数の減少が止まらず、1966年（昭和41年）には駒倉分校が、1972年（昭和47年）には木子分校が廃校となった。2000年（平成12年）に世屋小学校が休校となり、宮津市立日置小学校に統合された。
廃校
- 宮津市立世屋小学校

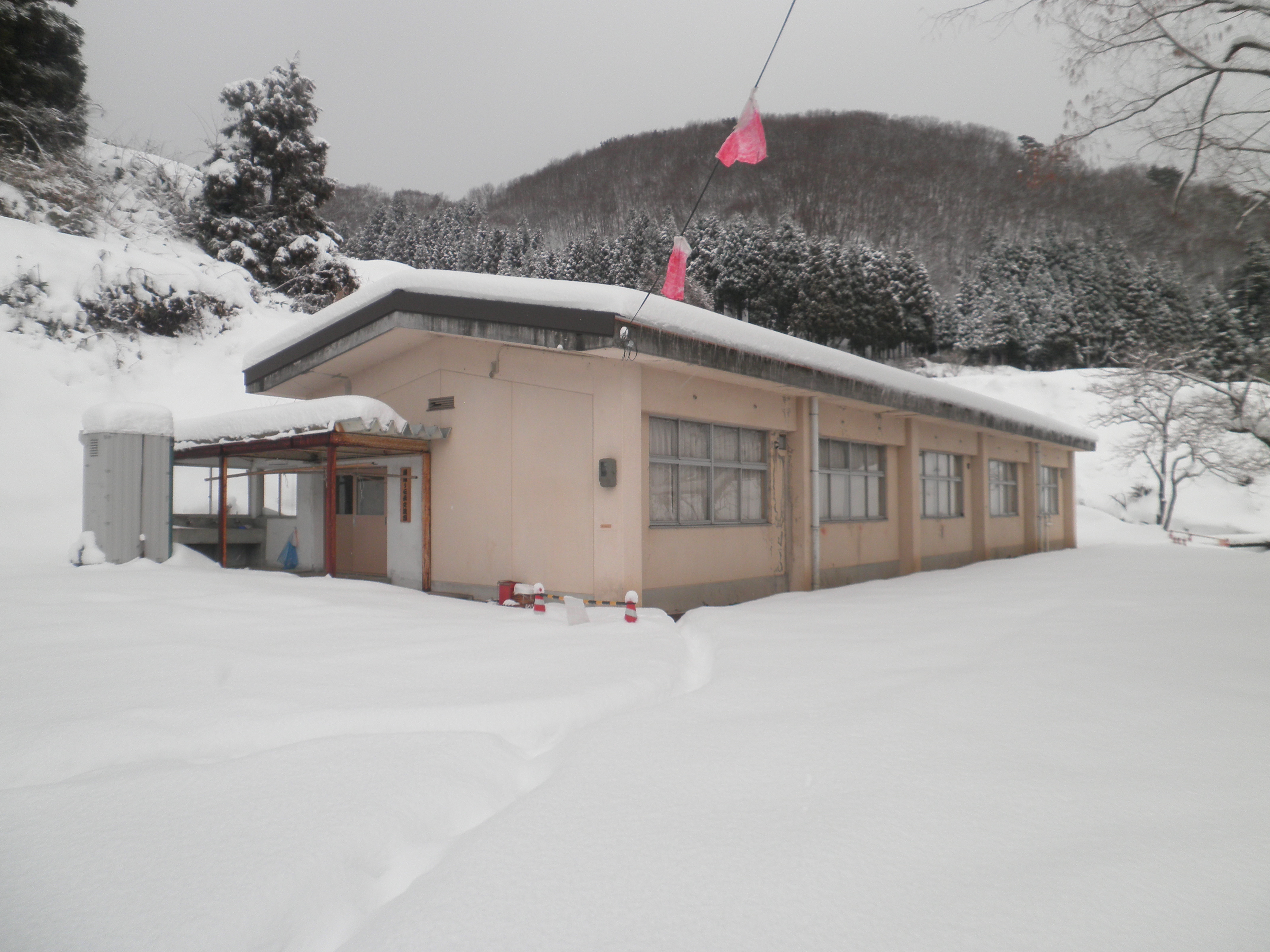
廃校になった世屋上分校

世屋下仮分教場の流れをくむ。「下世屋」北西部にあり、1960年（昭和35年）頃は100人近い児童がいたが、1963年（昭和38年）の三八豪雪による集団離村を機に児童数が激減した。2000年（平成12年）に日置小学校に統合されて休校扱いとなっていたが、学齢時の児童が出る可能性がないと判断され、2004年（平成16年）5月1日付で廃校となった。
- 宮津市立世屋小学校世屋上分校

世屋上教場の流れをくむ。「上世屋」を望む高台にあったが、児童数の減少により1983年（昭和58年）に廃校になった。2010年（平成22年）5月、校舎が改修されて藤織り伝承交流館として生まれ変わった。2010年（平成22年）から学校敷地内に休憩所の建設が進められている。

## 文化

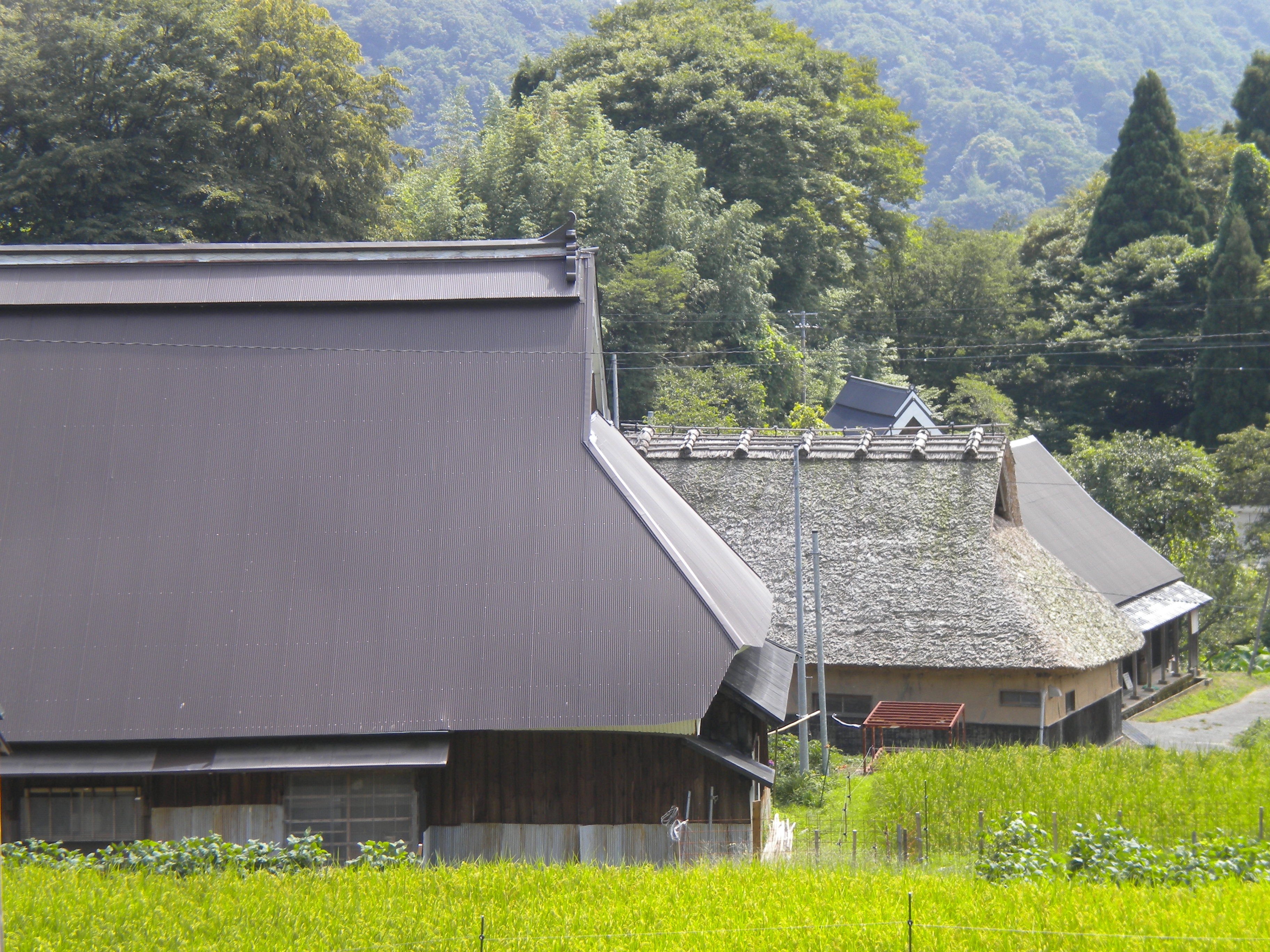
入母屋造りの民家（手前の民家の屋根にはトタンが被せてある）

世屋地区各地には郷土性に富んだ民家が見られ、2010年（平成22年）3月には「上世屋」の山村と里山景観が京都府指定無形民俗文化財に選定された。世屋地区全体で屋根勾配が急な入母屋造の民家が見られるが、特に「上世屋」では笹葺きの民家が多く、多くの民家が雪囲いをしているのが特徴である。葺き替えは村民の相互扶助によって行われていたが、過疎化や高齢化によって維持管理が難しくなり、現在では多くの民家の屋根がトタンで覆われている。「上世屋」では1944年（昭和19年）の大火で全村が焼失したため、古い建物は残っていない。
「上世屋」南部の緩斜面には棚田が広がり、その景観などから「上世屋」は「にほんの里100選」「日本の里地里山30選」に選ばれている。これらの棚田にはコナワと呼ばれる溝が巡らせてあり、地下水を温めてから田に入れる工夫がなされている。「上世屋」の棚田は1975年（昭和50年）には1405枚・約22ヘクタールが耕作されていたが、過疎化の影響などから2004年（平成16年）には311枚・約6ヘクタールに減少した。
高冷な世屋地区では綿の栽培ができず、山に自生する藤蔓の皮を剥いで撚った糸から織物が作られた。貴重な現金収入を得るための農家の副業として行われ、仕事着・敷布・畳の縁・暖簾など様々な用途に使われたが、生活様式の変化とともに姿を消していった。これは「丹後の藤織り」として京都府の無形民俗文化財に指定されている。「畑」や「上世屋」などでは天正年間から冬季の副業として和紙作り（紙漉き）が始まり、冬季の現金収入源として盛んになって半紙・障子紙・火薬包み（戦時中）などに使われたが、1978年（昭和53年）に製造中止になり、現在では保存会がその技を伝えている。
「上世屋」の入り口には世屋姫神社の鎮守の森があり、牛頭天王と荒神を祀っている。集落の西のはずれには臨済宗妙心寺派の慈眼寺があり、その北にはかつて成相寺の本尊聖観音像があったとされる成相奥院があるほか奥院の裏手には落差19mを流れ落ちる銚子の滝がある。「下世屋」南部には山口神社があり、いくつかの小祠がある。集落北西部に臨済宗妙心寺派の松源寺がある。「上世屋」と「下世屋」の中間地点には龍が住んでいたという伝説がある龍渓橋が架けられている。
2003年（平成15年）には世屋地区の地域活性化を目的としたNPO法人「里山ネットワーク世屋」が設立され、棚田の保全活動や地域ガイド、視察や研修などの受け入れを行っている。2004年（平成16年）より立命館大学の学生が「上世屋」内の民家の修復に携わり、2008年（平成20年）には笹葺き屋根の総葺き替えが完了した。2009年（平成21年）には村おこしの特産品として京都府立大学の学生や地元住民などによって粟餅が作られた。2010年（平成22年）7月には「木子」に伝わる「木子の盆踊り」が約50年ぶりに復活上演された。

## 交通
- 丹後海陸交通バス - 世屋・畑線

宮津市街から丹後海陸交通路線バスの伊根・蒲入・経ヶ岬線で「日置」まで行き、「日置」から世屋・畑線で「畑」「下世屋」・「上世屋」各地区に行くことができる。宮津駅バス停から下世屋バス停まで約60分、上世屋バス停まで約70分（乗り換え時間含む）である。世屋・畑線は2009年（平成21年）1月よりデマンド方式に切り替わり、週3日の運行日に予約があった場合のみ運行される。

## ギャラリー

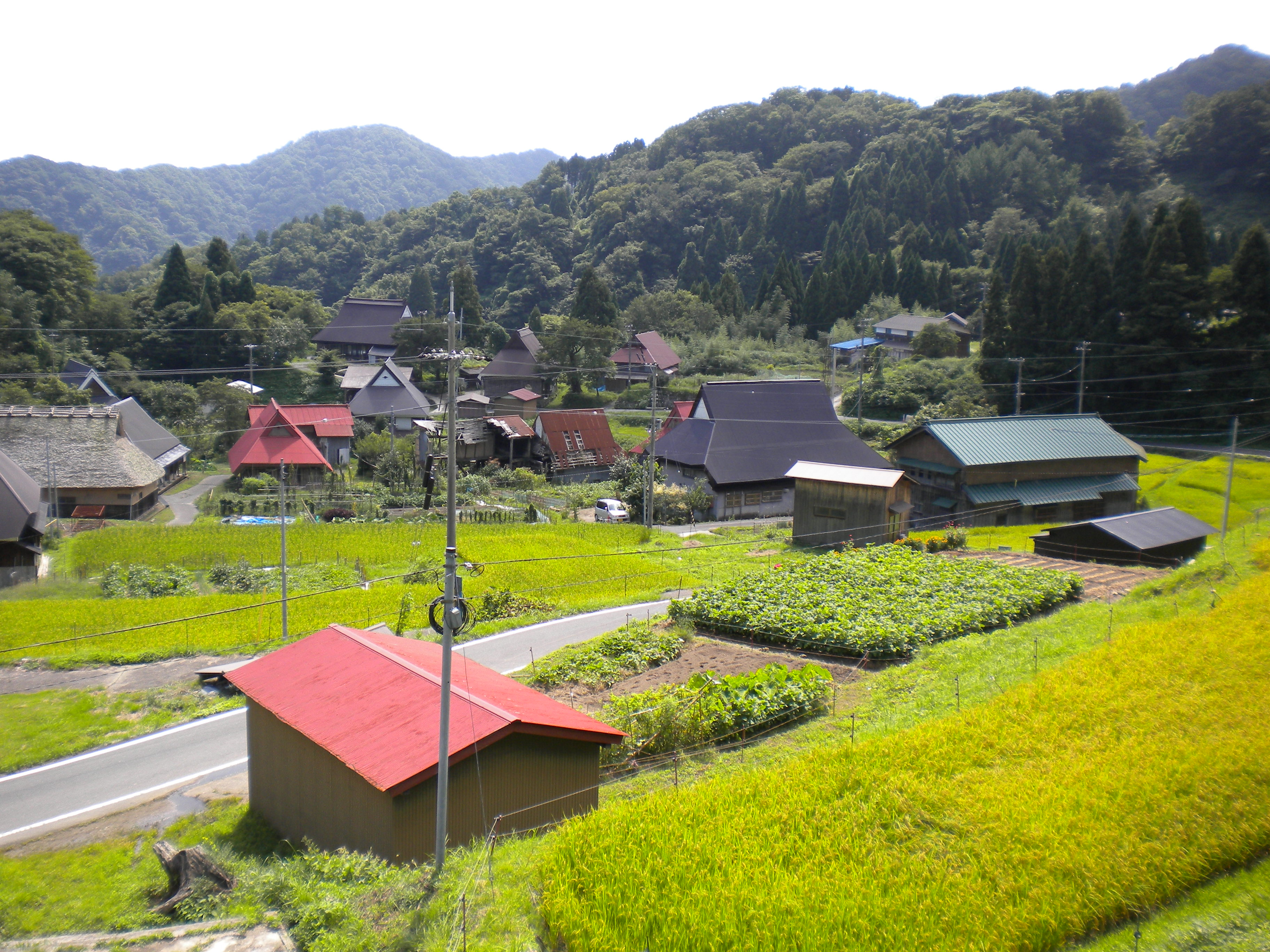
稲刈り前の棚田（9月）
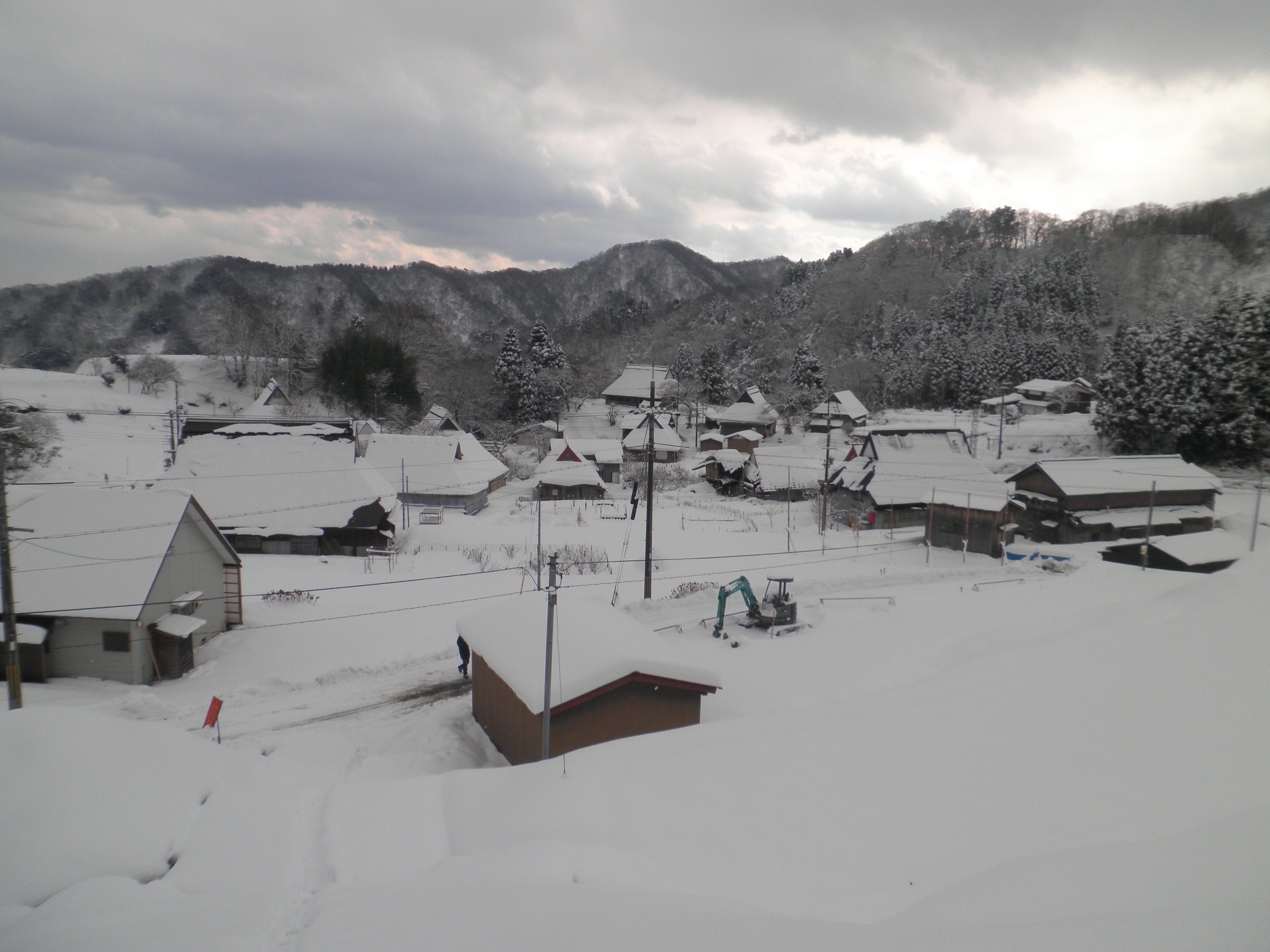
雪に埋もれた集落（12月）
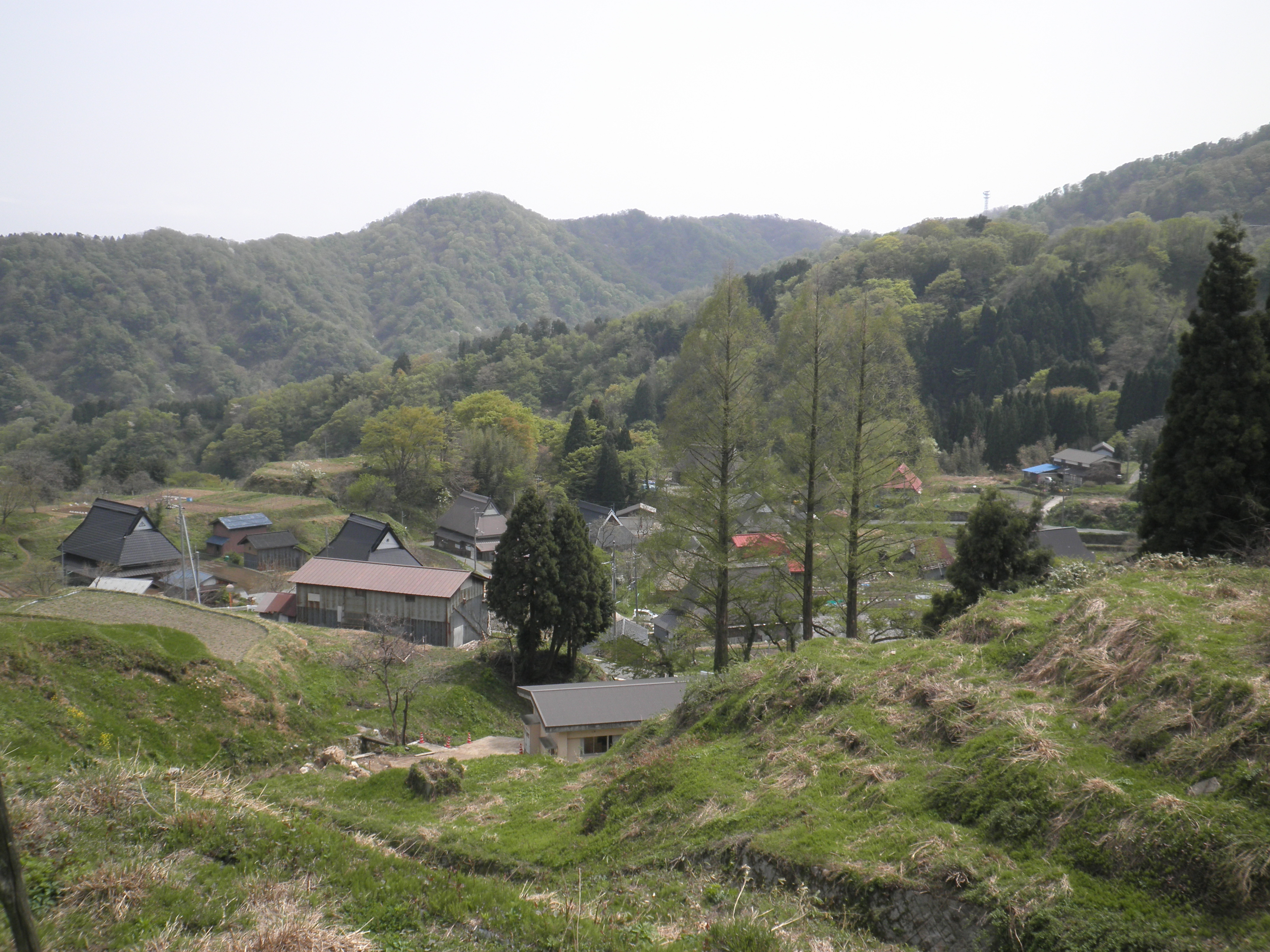
上世屋集落の全景
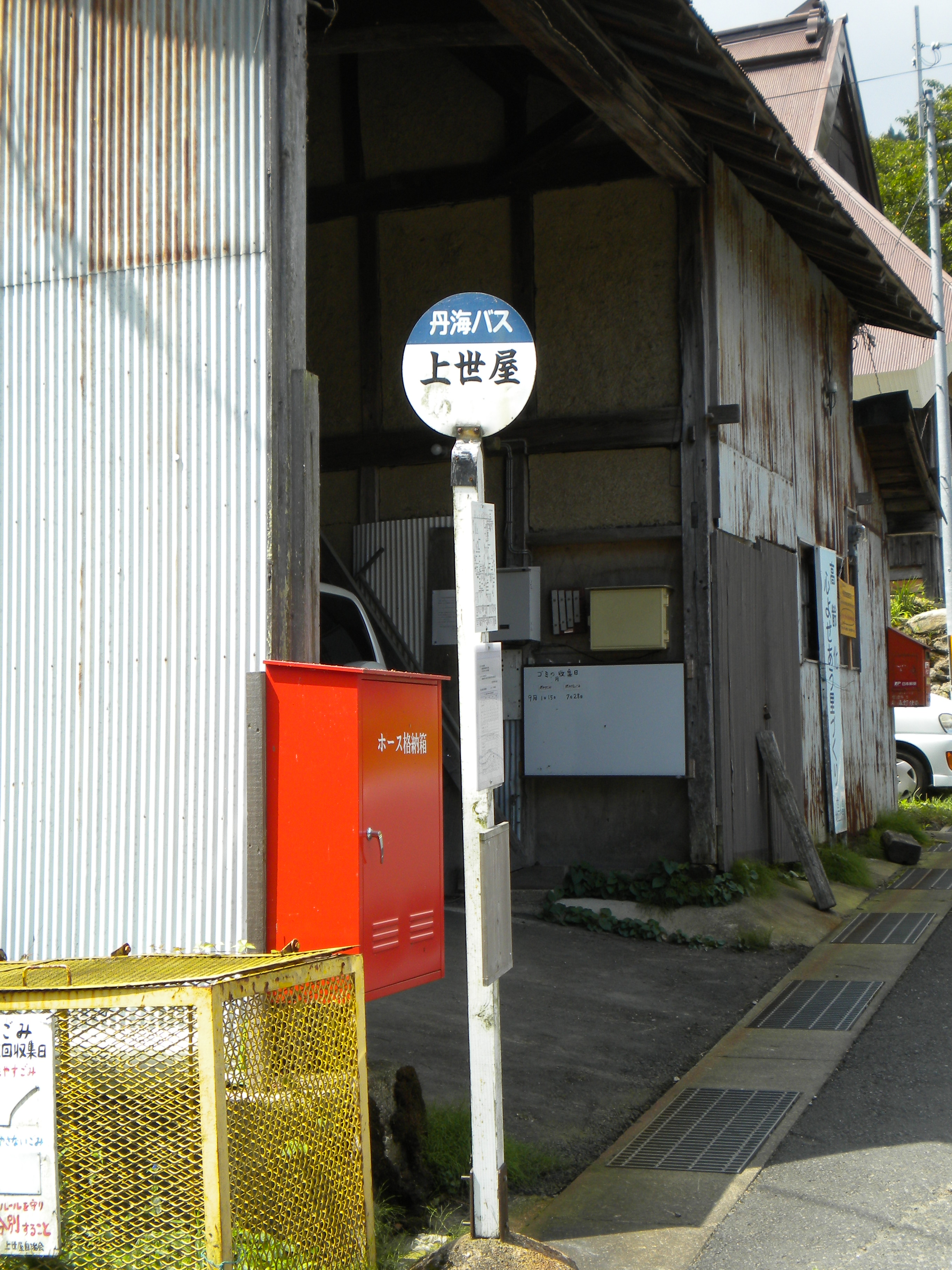
上世屋にある丹後海陸交通のバス停
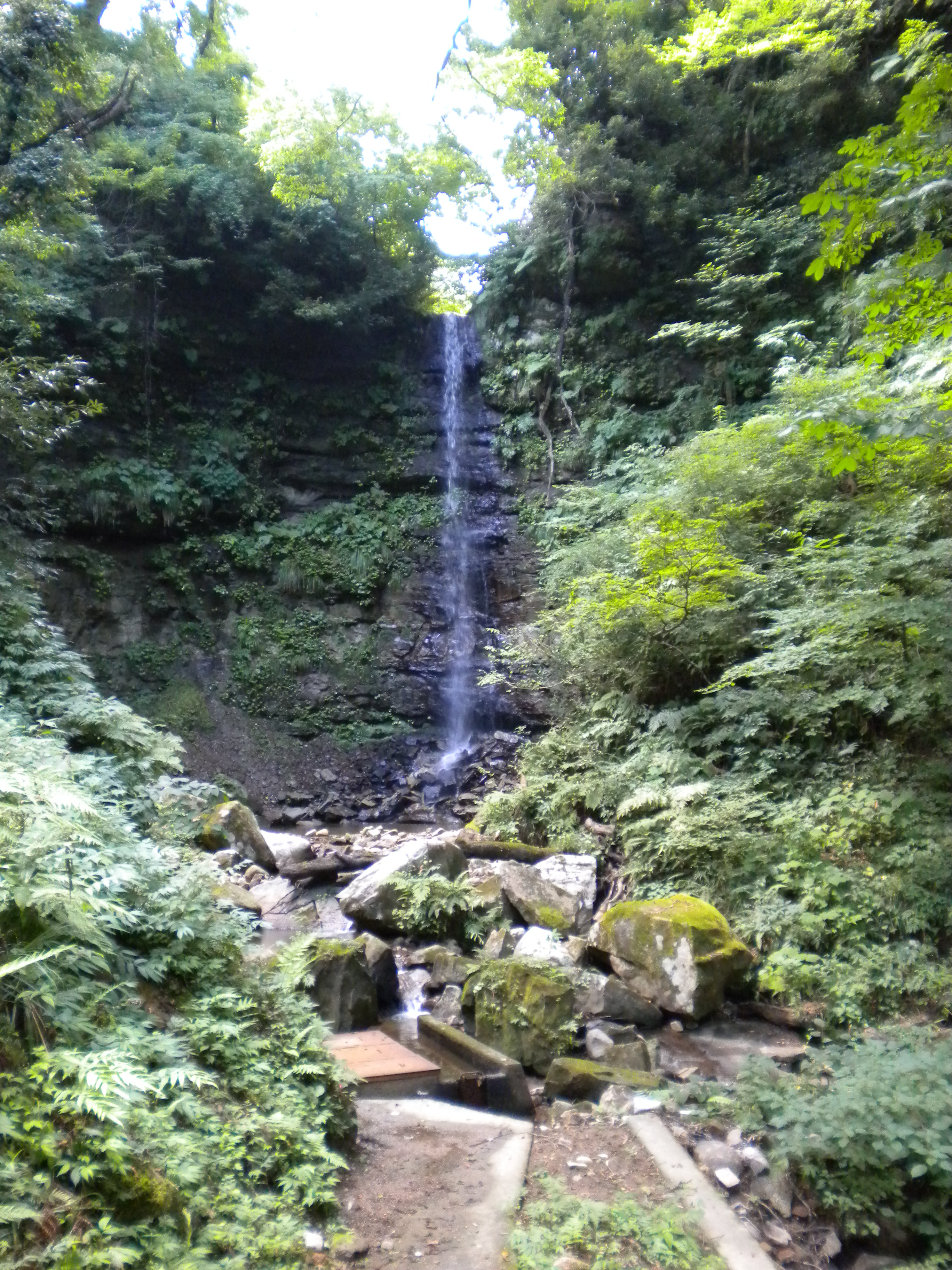
上世屋にある銚子の滝
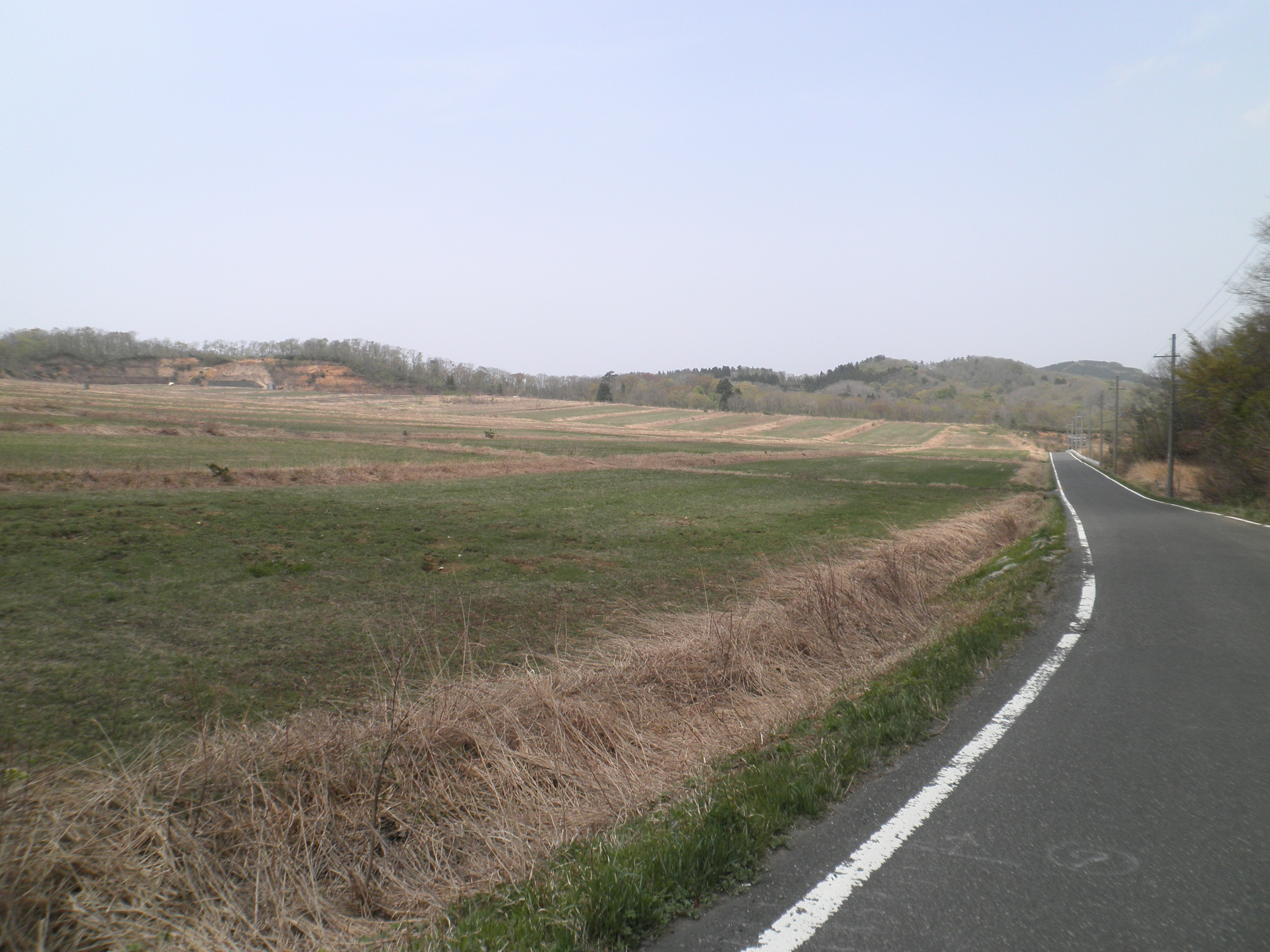
木子の国営開発農地
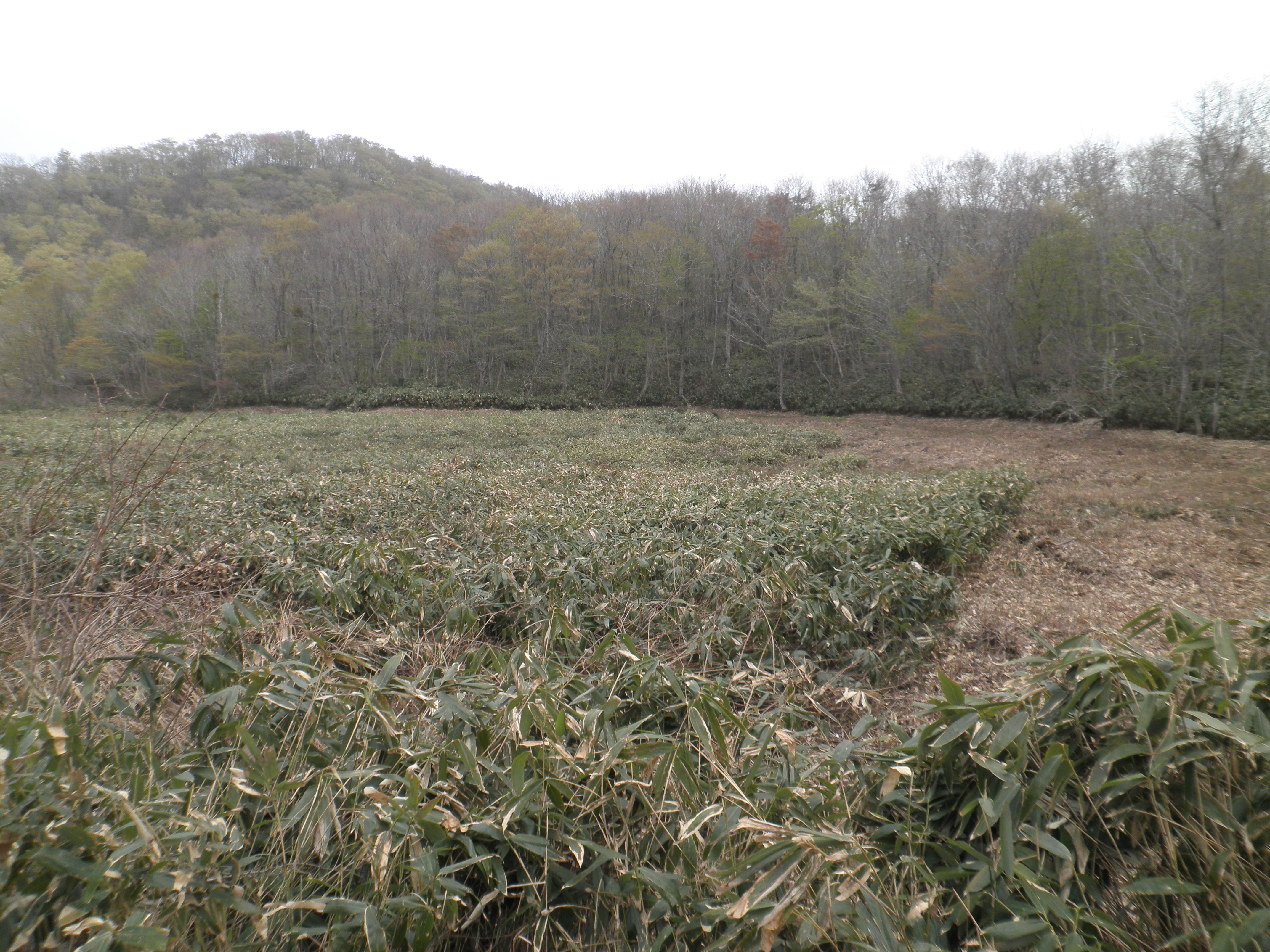
世屋高原にある大フケ湿原